# Aistopoda
Los aistópodos (Aistopoda) son un grupo de lepospóndilos altamente especializados y semejantes a serpientes. Los registros fósiles datan desde mediados del período Carbonífero Inferior hasta comienzos del período Pérmico. Vivieron en Europa y América del Norte. Los primeros registros datan de mediados del Viseano de Escocia, correspondiendo a la especie Lethiscus stocki, el más basal dentro de los aistópodos. Presentaban una reducción en las extremidades y la cintura pélvica, junto a un cuerpo particularmente elongado (con tamaños que oscilaban entre 5 centímetros y casi un metro de longitud) y una larga columna vertebral. Rastros del cintura escapular pueden identificarse en L. stocki, lo que sugiere una pérdida secundaria de las extremidades.

## Morfología

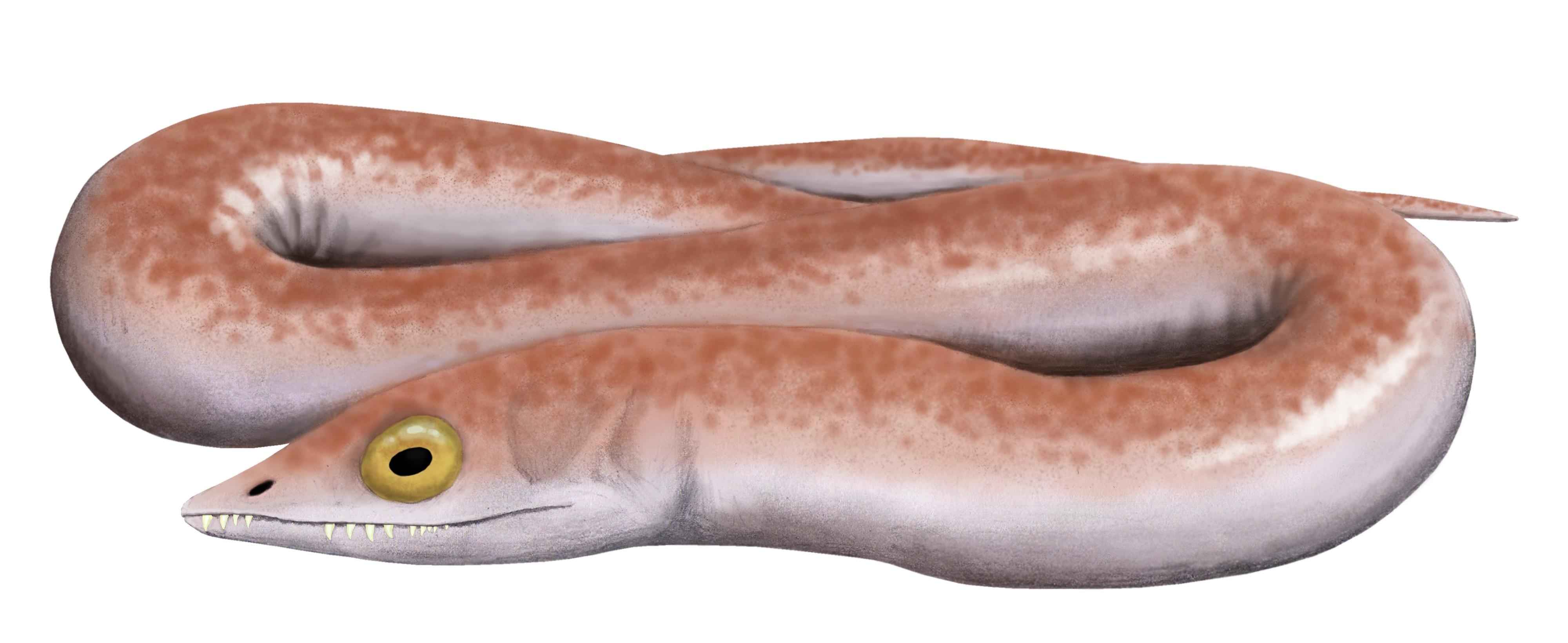
Al igual que los otros miembros del grupo, las especies de Phlegethontia exhiben una elongación del cuerpo y la reducción y pérdida de las extremidades y osificaciones dermales.

Exhibían cráneos ligeros con largas fenestras, estando el área de la órbita separada por una franja postorbital. Los aistópodos comparten el tipo de unión del cráneo con la primera vértebra cervical, en la cual la superficie de la articulación de la región occipital está formada por el estrecho borde circular del orificio notocordal. Debido a las suturas extras presentes en el cráneo, se ha especulado que los aistópodos pudieron abrir considerablemente sus mandíbulas como las serpientes. Mientras que el cráneo de L. stocki y las especies del género Ophiderpeton se asemejan a la arquitectura típica del de los tetrápodos paleozoicos, el cráneo de la especie Pseudophlegethontia turnbullorum presenta cambios con respecto a estos.
Los aistópodos poseían entre 60 y 65 vértebras presacrales, siendo el número total entre 230 y 250. Las vértebras eran holospóndilas (estaban formadas por un solo elemento) presentando un arco neural fusionado con el centrum.
Por otra parte, las costillas en el género Lethiscus son sólidas y bicóncavas, mientras que en los géneros posteriores son más delgadas y exhiben una estructura en forma de K. 
Remanentes del esqueleto apendicular están aún presentes en los aistópodos primitivos. La cintura pélvica está completamente reducida, pero restos de la cintura escapular son aún visibles en L. stocki, P. turnbullorum y las especies de Ophiderpeton, Oestocephalus y Phlegethontia. Sin embargo, el reducido tamaño de estos dificulta su identificación.

## Biogeografía y ecología
Aunque ampliamente distribuidas, las especies pertenecientes a este grupo eran un elemento escaso dentro de la fauna de los yacimientos donde han sido descubiertos. Estos restos fósiles han sido encontrados, fundamentalmente, en pantanos de carbón en localidades de Norteamérica y Europa. A pesar de ello, ninguno de los especímenes presenta señales de poseer una línea lateral, característica distintiva en animales acuáticos. Las conjeturas sobre un estilo de vida acuático en los aistópodos están basadas en el hecho de que los restos fósiles de estos han sido descubiertos junto a peces y otros tetrápodos acuáticos. Sin embargo se ha especulado respecto a que los miembros de este clado pudieron ocuparon los mismos nichos ecológicos que los de las serpientes, presentando una vida fundamentalmente terrestre o bien secundariamente acuática.

## Evolución y sistemática

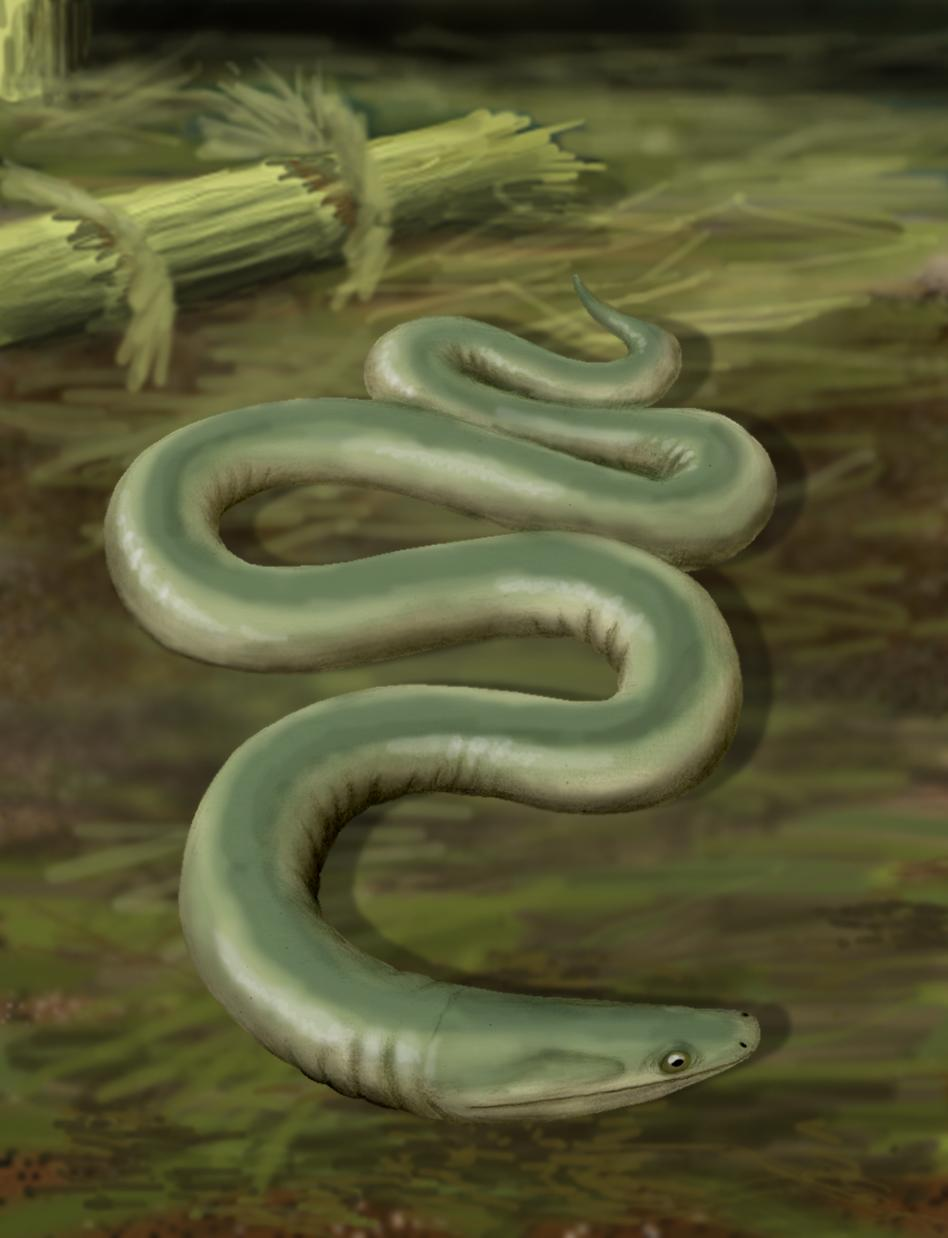
Las especies del género Oestocephalus dan muestra en la morfología del cráneo de la tendencia del grupo al alargamiento de las fenestras.

Anderson (2001) ubica a Aistopoda como el grupo hermano de Lysorophia, estando este clado situado dentro de Nectridea, grupo que es considerado en ese estudio como parafilético. Por otra parte, Vallin & Laurin (2004) asignan a Aistopoda a un clado compuesto por Adelogyrinidae, y a esta rama como el grupo hermano del resto de los lepospóndilos. Sin embargo, en el estudio de Ruta & Coates (2007) Nectridea es parafilético respecto a Aistopoda (siendo Urocordylidae el grupo más cercano), mientras que tanto Acherontiscus caledoniae como las especies de Adelogyrinidae, conformarían un clado que incluye al grupo Colosteidae.
Las relaciones filogenéticas entre los aistópodos fueron analizadas por Anderson et al. (2001), quienes confirmaron la posición basal de L. stocki, mientras que las especies del género Ophiderpeton serían el grupo hermano de los aistópodos restantes. El estudio también posicionó a Coloraderpeton brilli y Oestocephalus en un clado emparentado con un grupo conformado por la especie P. turnbullorum y el clado Phlegethontiidae (ocupando P. turnbullorum la posición más basal), siendo estas conclusiones corroborado por estudios posteriores.
|  | Coloraderpeton |
|  |                |
|  | Oestocephalus  |
|  |                |

|                  | Pseudophlegethontia                                           |
|                  |                                                               |
| Phlegethontiidae | \| \| Sillerpeton \| \| \| \| \| \| Phlegethontia \| \| \| \| |
|                  | \| \| Sillerpeton \| \| \| \| \| \| Phlegethontia \| \| \| \| |
|                  | Sillerpeton                                                   |
|                  |                                                               |
|                  | Phlegethontia                                                 |
|                  |                                                               |

|  | Sillerpeton   |
|  |               |
|  | Phlegethontia |
|  |               |

|  | Coloraderpeton |
|  |                |
|  | Oestocephalus  |
|  |                |

|                  | Pseudophlegethontia                                           |
|                  |                                                               |
| Phlegethontiidae | \| \| Sillerpeton \| \| \| \| \| \| Phlegethontia \| \| \| \| |
|                  | \| \| Sillerpeton \| \| \| \| \| \| Phlegethontia \| \| \| \| |
|                  | Sillerpeton                                                   |
|                  |                                                               |
|                  | Phlegethontia                                                 |
|                  |                                                               |

|  | Sillerpeton   |
|  |               |
|  | Phlegethontia |
|  |               |

|  | Coloraderpeton |
|  |                |
|  | Oestocephalus  |
|  |                |

|                  | Pseudophlegethontia                                           |
|                  |                                                               |
| Phlegethontiidae | \| \| Sillerpeton \| \| \| \| \| \| Phlegethontia \| \| \| \| |
|                  | \| \| Sillerpeton \| \| \| \| \| \| Phlegethontia \| \| \| \| |
|                  | Sillerpeton                                                   |
|                  |                                                               |
|                  | Phlegethontia                                                 |
|                  |                                                               |

|  | Sillerpeton   |
|  |               |
|  | Phlegethontia |
|  |               |

|  | Coloraderpeton |
|  |                |
|  | Oestocephalus  |
|  |                |

|                  | Pseudophlegethontia                                           |
|                  |                                                               |
| Phlegethontiidae | \| \| Sillerpeton \| \| \| \| \| \| Phlegethontia \| \| \| \| |
|                  | \| \| Sillerpeton \| \| \| \| \| \| Phlegethontia \| \| \| \| |
|                  | Sillerpeton                                                   |
|                  |                                                               |
|                  | Phlegethontia                                                 |
|                  |                                                               |

|  | Sillerpeton   |
|  |               |
|  | Phlegethontia |
|  |               |

|  | Coloraderpeton |
|  |                |
|  | Oestocephalus  |
|  |                |

|                  | Pseudophlegethontia                                           |
|                  |                                                               |
| Phlegethontiidae | \| \| Sillerpeton \| \| \| \| \| \| Phlegethontia \| \| \| \| |
|                  | \| \| Sillerpeton \| \| \| \| \| \| Phlegethontia \| \| \| \| |
|                  | Sillerpeton                                                   |
|                  |                                                               |
|                  | Phlegethontia                                                 |
|                  |                                                               |

|  | Sillerpeton   |
|  |               |
|  | Phlegethontia |
|  |               |

|  | Coloraderpeton |
|  |                |
|  | Oestocephalus  |
|  |                |

|                  | Pseudophlegethontia                                           |
|                  |                                                               |
| Phlegethontiidae | \| \| Sillerpeton \| \| \| \| \| \| Phlegethontia \| \| \| \| |
|                  | \| \| Sillerpeton \| \| \| \| \| \| Phlegethontia \| \| \| \| |
|                  | Sillerpeton                                                   |
|                  |                                                               |
|                  | Phlegethontia                                                 |
|                  |                                                               |

|  | Sillerpeton   |
|  |               |
|  | Phlegethontia |
|  |               |

|  | Coloraderpeton |
|  |                |
|  | Oestocephalus  |
|  |                |

|                  | Pseudophlegethontia                                           |
|                  |                                                               |
| Phlegethontiidae | \| \| Sillerpeton \| \| \| \| \| \| Phlegethontia \| \| \| \| |
|                  | \| \| Sillerpeton \| \| \| \| \| \| Phlegethontia \| \| \| \| |
|                  | Sillerpeton                                                   |
|                  |                                                               |
|                  | Phlegethontia                                                 |
|                  |                                                               |

|  | Sillerpeton   |
|  |               |
|  | Phlegethontia |
|  |               |

|  | Coloraderpeton |
|  |                |
|  | Oestocephalus  |
|  |                |

|                  | Pseudophlegethontia                                           |
|                  |                                                               |
| Phlegethontiidae | \| \| Sillerpeton \| \| \| \| \| \| Phlegethontia \| \| \| \| |
|                  | \| \| Sillerpeton \| \| \| \| \| \| Phlegethontia \| \| \| \| |
|                  | Sillerpeton                                                   |
|                  |                                                               |
|                  | Phlegethontia                                                 |
|                  |                                                               |

|  | Sillerpeton   |
|  |               |
|  | Phlegethontia |
|  |               |

Cladograma basado en Anderson et al. (2001) y Anderson (2003a).